# Sàrmata
|  | Per a altres significats, vegeu «sàrmates». |

Sàrmata va ser bisbe de València. Se sap que va participar en el XIII Concili de Toledo que es va celebrar el 683. Pel lloc en què apareix la seua signatura, devia fer poc de temps que ocupava la seu valentina.